# Departamento de Oberá
Departamento de Oberá är en kommun i Argentina.   Den ligger i provinsen Misiones, i den nordöstra delen av landet, 800 km norr om huvudstaden Buenos Aires. Antalet invånare är 106 882.
I omgivningarna runt Departamento de Oberá växer huvudsakligen savannskog. Runt Departamento de Oberá är det ganska glesbefolkat, med 36 invånare per kvadratkilometer.